# نيكولا جبران
نيكولا جبران (بالأحرف اللاتينية Nicolas Jebran ) (مواليد 14 سبتمبر 1974 بيروت) هو مصمم أزياء لبناني.

## سيرة
بدأ جبران في إظهار الاهتمام بالفن في وقت مبكر جدًا. في عام ،1999 شارك في مسابقة تلفزيون الواقع اللبنانية ستوديو الفن في فئة عرض الأزياء وفاز الجائزة الثانية.
في عام 2000، أسس دار الأزياء الخاص به في أبو ظبي، الإمارات العربية المتحدة تحت اسم «نيكولا فاشون»،ثمّ قدّم عرضه الأول في فندق برج العرب في أبوظبي.
في عام 2001، أطلق خطه الأول. كما واصل دراسته في تصميم المجوهرات والاكسسوارات في بيروت. ثم فتح دار أزياء أخرى في بيروت، لبنان. يرتدي تصاميمه نجوم عرب وعالميون مشهورون، مثل أصالة نصري وماجدة الرومي وهيفا وهبي وكارول سماحة وشيرين عبد الوهاب ونجوى كرم، كما أنّه صمّم مجموعات عديد من الملابس الجاهزة والأكسسوارات والحقائب والأحذية.
كما اختارت جينيفر لوبيز تصاميم نيكولا جبران، أطلّت به على مسرح برنامج اكتشاف المواهب اللاتينيّة O’viva في الحلقة الأخيرة.

## وصلات خارجية
- الموقع الرسمي